# From the Trees
From the Trees je pětatřicáté sólové studiové album anglického hudebníka Petera Hammilla. Vydáno bylo 3. listopadu roku 2017 společností Fie! Records. nahráno bylo v Hammillově vlastním studiu Terra Ingocnita od konce roku 2016 do července 2017, přičemž Hammill si jej sám nahrál i mixoval. Autorem designu obalu je Paul Ridout.

## Seznam skladeb
Autorem všech skladeb je Peter Hammill.
1. My Unintended – 3:34
2. Reputation – 3:27
3. Charm Alone – 3:36
4. What Lies Ahead – 4:08
5. Anagnorisis – 2:54
6. Torpor – 3:44
7. Milked – 5:51
8. Girl to the North Country – 5:27
9. On Deaf Ears – 4:32
10. The Descent – 5:15

## Obsazení
- Peter Hammill – zpěv, všechny nástroje